# Пан(дем)ика! COVID-19 сотрясает мир
Пан(дем)ика! COVID-19 сотрясает мир (англ. Pandemic! COVID-19 Shakes the World) — книга философа Славоя Жижека, опубликованная в апреле 2020 года (New York: OR Books). В десяти главах автор рассматривает влияние коронавирусной инфекции на социокультурный строй и рассуждает о будущем, которое ждёт человечество после пандемии. Во введении Жижек поднимает главный вопрос, на который отвечает по ходу книги: «Что не так с нашей системой, если мы оказались неподготовленными к катастрофе, несмотря на многолетние предупреждения ученых?»

## Основные идеи
- Социальное дистанцирование усиливает интенсивность связи с Другим.
- Необходимо сильное государство, способное принудить граждан к изоляции (положительный пример с Китаем и негативный с США).
- Славой подчеркивает важность взаимного доверия между людьми и государственными институтами.
- Рыночных механизмов будет недостаточно для предотвращения голода и хаоса.
- «Коммунистические» меры должны будут быть рассмотрены на глобальном уровне. Эпидемия коронавируса может дать новый импульс к коммунизму. Старая авторитарная логика коммунистической власти Китая и строгий подход были полезны в борьбе с коронавирусной инфекцией.
- Удаленная работа, вызванная коронавирусом, освобождает время для «самоэксплуатации» субъекта в «обществе выгорания».
- Жижек из параграфа в параграф подчеркивает необходимость кооперации между странами Евросоюза: эффективное глобальное координирование поможет выстоять перед угрозой других катастроф.
- Эпидемия коронавируса спровоцировала эпидемию идеологических вирусов: фальшивые новости (fake news), конспирологические теории, всплески расизма. Но есть и благоприятный вирус мышления об альтернативном обществе вне нации-государства, обществе глобального сотрудничества.
- Коронавирус и необходимость радикального поворота может привести к падению правления коммунистической партии в Китае.
- Свою реакцию на эпидемию Жижек сравнивает с пятью стадиями принятия по модели Кюблер-Росс.
- Улицы города, сраженного пандемией, демонстрируют мир свободный от консьюмеризма, а обязательное ношение жителями масок спасают от давления узнавания.
- Фокус на индивидуальной ответственности (необходимой до некоторой степени) — идеология, затуманивающая вопросы об изменении экономической и социальной систем.
- «Катастрофический коммунизм», как антидот от «катастрофического капитализма» — это то, что уже происходит. Все меры принимаемые во время эпидемии должны делаться путем отказа от рыночных механизмов.

## Реакция
Книга Жижека получила широкий резонанс и была мгновенно переведена на разные языки (в частности, сообщается о сразу двух переводах на фарси). Критика рассматривает её вместе с другой одновременно вышедшей книгой, «Где Бог в коронавирусном мире?» (англ. Where Is God in a Coronavirus World?) теолога Джона Леннокса, указывая, что при всём их различии оба публициста так или иначе развивают христианскую систему представлений.
Критики отмечают, что Жижек написал новую книгу в рекордно краткий срок, однако часть её представляет собой републикацию ранее напечатанных статей с критикой современного мира; это, в частности, относится к разделу, в котором Жижек полемизирует с Джорджо Агамбеном: против ожиданий, этот раздел не включает никакой реакции Жижека на ответные полемические выступления Агамбена. По мнению некоторых специалистов, излишняя быстрота работы привела к тому, что в новой книге философ демонстрирует потерю своего «теоретического чутья» (англ. theoretical compass), оборачивая в привлекательную упаковку сенсационной темы набор уже многократно использованных им ранее идей.